# Aral Moreira
Aral Moreira es un municipio brasileño ubicado en el suroeste del estado de Mato Grosso do Sul, fue fundado el 13 de mayo de 1976.
Situado a una altitud de 609 m s. n. m., su población según los datos del IBGE para el año 2009 es de 9679 habitantes, posee una superficie de 1656 km², dista de 409 km de la capital estatal Campo Grande.
Limita con Paraguay, sus principales fuentes económicas son la ganadería y la agricultura.